# 群上同調
在同調代數中，群上同調是一套研究群及其表示的代數工具。群上同調源於代數拓撲，在代數數論上也有重要應用；它是現代類域論的基本構件之一。

## 起源
群論中的指導思想之一，是研究群 {\displaystyle G} 及其表示的關係。群 {\displaystyle G} 的表示是 {\displaystyle G}-模的特例：一個 {\displaystyle G}-模是一個阿貝爾群 {\displaystyle M} 配上 {\displaystyle G} 在 {\displaystyle M} 上的群作用 {\displaystyle G\to \mathrm {End} (M)}。等價的說法是：{\displaystyle M} 是群環 {\displaystyle \mathbb {Z} [G]} 上的模。通常將 {\displaystyle G} 的作用寫成乘法 {\displaystyle m\mapsto gm}。全體 {\displaystyle G}-模自然地構成一個阿貝爾範疇。
對給定的 {\displaystyle G}-模 {\displaystyle M}，最重要的子群之一是其 {\displaystyle G}-不變子群
{\displaystyle M^{G}=\lbrace x\in M:\forall g\in G\ gx=x\rbrace .}
若 {\displaystyle N\subset M} 是一個 {\displaystyle G}-子模（即：是 {\displaystyle M} 的子群，且在 {\displaystyle G} 的作用下不變），則 {\displaystyle M/N} 上賦有自然的 {\displaystyle G}-模結構，{\displaystyle N^{G}\subset M^{G}}，但是未必有 {\displaystyle (M/N)^{G}=M^{G}/N^{G}}。第一個群上同調群 {\displaystyle H^{1}(G,N)} 可以設想為兩者間差異的某種量度。一般而言，可以定義一族函子 {\displaystyle H^{n}(G,-)}，其間關係可以由長正合序列表示。

## 形式建構
以下假設 {\displaystyle G} 為有限群，全體 {\displaystyle G}-模構成阿貝爾範疇，其間的態射 {\displaystyle \mathrm {Hom} _{G}(M,N)} 定義為滿足 {\displaystyle f(gx)=gf(x)} 的群同態 {\displaystyle f:M\to N}。由於此範疇等價於 {\displaystyle \mathbb {Z} [G]}-模範疇，故有充足的內射對象。
函子 {\displaystyle M\to M^{G}} 是從 {\displaystyle G}-模範疇映至阿貝爾群範疇的左正合函子。定義 {\displaystyle H^{n}(G,M)} 為其導函子。根據導函子的一般理論，可知：
- {\displaystyle H^{0}(G,M)=M^{G}}
- 長正合序列：若 {\displaystyle 0\to M'\to M\to M''\to 0} 為 {\displaystyle G}-模的短正合序列，則導出相應的長正合序列

{\displaystyle \cdots \to H^{i-1}(G,M'')\to H^{i}(G,M')\to H^{i}(G,M)\to H^{i}(G,M'')\to H^{i+1}(M')\to H^{i+1}(M)\to \cdots }
在上述定義中，若固定一個域 {\displaystyle k}，並以 {\displaystyle k[G]} 代替 {\displaystyle \mathbb {Z} [G]}，得到的上同調群依然同構。

## 標準分解
導出函子的定義來自內射分解，不便於具體計算。然而注意到 {\displaystyle M^{G}=\mathrm {Hom} _{G}(\mathbb {Z} ,M)}，其中 {\displaystyle \mathbb {Z} } 被賦予平凡的 {\displaystyle G} 作用：{\displaystyle gx=x}，故群上同調可以用Ext函子表達為
{\displaystyle H^{i}(G,M)=\mathrm {Ext} ^{i}(\mathbb {Z} ,M)}
另一方面，{\displaystyle G}-模範疇中也有充足的射影對象，若取一 {\displaystyle \mathbb {Z} } 的射影分解 {\displaystyle 0\leftarrow \mathbb {Z} \leftarrow P_{\bullet }}，則有自然的同構 {\displaystyle \mathrm {Ext} ^{i}(\mathbb {Z} ,M)\simeq H^{i}(\mathrm {Hom} (P_{\bullet },M))}。最自然的分解是標準分解
{\displaystyle L_{i}:=\sum _{(g_{0},\ldots ,g_{i})\in G}\mathbb {Z} (g_{0},\ldots ,g_{i})}
{\displaystyle g(g_{0},\ldots ,g_{i})=(gg_{0},\ldots ,gg_{i})}
{\displaystyle d(g_{0},\ldots ,g_{i})=\sum _{j=0}^{i}(g_{0},\ldots ,{\hat {g}}_{j},\ldots ,g_{i})}
而 {\displaystyle L_{0}\to \mathbb {Z} } 由 {\displaystyle g_{0}\mapsto 1} 給出。
定義 {\displaystyle K^{i}:=\mathrm {Hom} _{G}(L_{i},M)}，其元素為形如 {\displaystyle f:G^{i+1}\mapsto M} 的函數，並滿足 {\displaystyle f(gg_{0},\ldots ,gg_{i})=gf(g_{0},\ldots ,g_{i})}，稱之為齊次上鏈。根據 {\displaystyle G} 在 {\displaystyle L_{i}} 上的作用，這種 {\displaystyle f} 由它在形如 {\displaystyle (e,g_{1},g_{1}g_{2},\ldots ,g_{1}\ldots ,g_{i})} 的元素上的取值確定。藉此，可將上鏈複形 {\displaystyle K^{i}} 描述為 
- {\displaystyle K^{i}} 的元素為 {\displaystyle G^{i}\to M} 之函數。
- {\displaystyle (df)(g_{1},\ldots ,g_{i+1})=g_{1}f(g_{2},\ldots ,g_{i+1})+\sum _{j=1}^{i}(-1)^{j}f(g_{1},\ldots ,g_{j}g_{j+1},\ldots ,g_{i+1})+(-1)^{i+1}f(g_{1},\ldots ,g_{i})}

其中的元素稱為非齊次上鏈。
綜上所述，得到 {\displaystyle H^{i}(K^{\bullet })=H^{i}(G,M)}。

## 例子
較常用的上同調是 {\displaystyle H^{1}} 與 {\displaystyle H^{2}}。從標準分解可導出以下的描述：
{\displaystyle H^{1}(G,M)={\dfrac {\{f:G\to M|\forall g,g',\;f(gg')=gf(g')+f(g)\}}{\{f:G\to M:\exists m\,\forall g,\;f(g)=gm-m\}}}}
準此要領，亦有
{\displaystyle H^{2}(G,M)={\dfrac {\{f:G^{2}\to M|gf(g',g'')-f(gg',g'')+f(g,g'g'')-f(g,g')=0\}}{\{f:G^{2}\to M:\exists h:G\to M,f(g,g')=gh(g')-h(gg')+h(g)\}}}}

## 群同調
上述理論有一對偶版本：對於任一 {\displaystyle G}-模 {\displaystyle M}，定義 {\displaystyle DM} 為形如 {\displaystyle gm-m} 的元素生成之子模。考慮從 {\displaystyle G}-模範疇映至阿貝爾群範疇的函子
{\displaystyle M\to M_{G}:=M/DM=\mathbb {Z} \otimes _{\mathbb {Z} [G]}M}
這是一個右正合函子，其導出函子稱為為群同調 {\displaystyle H_{n}(G,M)}。群同調可以藉Tor函子描述為
{\displaystyle H_{i}(G,M)\simeq \mathrm {Tor} _{i}^{\mathbb {Z} [G]}(\mathbb {Z} ,M)}
對於有限群，群同調與群上同調可在塔特上同調群的理論下得到一貫的描述。

## 非阿貝爾群上同調
將上述定義中的 {\displaystyle G}-模 {\displaystyle M} 改成一般的群 {\displaystyle A}（未必交換），並帶有 {\displaystyle G} 的作用 {\displaystyle a\mapsto g(a)}（稱之為 {\displaystyle G}-群）。此時仍然可以定義第零個及第一個群上同調：
{\displaystyle H^{0}(G,A):=A^{G}=\{a\in A|\forall g\in G,\;g(a)=a\}}
{\displaystyle H^{1}(G,A):={\dfrac {\{a_{s}:G\to A|\forall s,t\in G,\;a_{st}=a_{s}s(a_{t})\}}{\{b_{s}:G\to A|\exists a,b_{s}=a^{-1}s(a)\}}}}
須留意 {\displaystyle H^{0}(G,A),H^{1}(G,A)} 並不是群，而是帶有一個指定元素的集合（來自 {\displaystyle A} 的單位元素），以下所謂的正合性，都應該在此意義下理解。
若 {\displaystyle 1\to A\to B\to C\to 1} 是 {\displaystyle G}-群的短正合序列，則有長正合序列
{\displaystyle 1\to A^{G}\to B^{G}\to C^{G}\to H^{1}(G,A)\to H^{1}(G,B)\to H^{1}(G,C)}
若 {\displaystyle A}落在 {\displaystyle B} 的中心，此序列右端可再加一項 {\displaystyle H^{1}(G,C)\to H^{2}(G,A)}。

## 性質

### Res 與 Cor
若 {\displaystyle f:H\to G} 為群同態，則可將任一 {\displaystyle G}-模透過 {\displaystyle f} 視為 {\displaystyle H}-模，此運算導出上同調之間的映射
{\displaystyle H^{\bullet }(G,M)\to H^{\bullet }(H,M)}
此映射與群上同調的長正合序列相容。當 {\displaystyle H} 是 {\displaystyle G} 的子群而 {\displaystyle f} 是包含映射，導出的映射稱為限制映射，記為 Res。
由於我們假設 {\displaystyle G} 為有限群，必有 {\displaystyle (G:H)<\infty }，此時映射
{\displaystyle N_{G/H}:M^{H}\to M^{G},\quad N_{G/H}(m):=\sum _{g\in G/H}gm}
導出一個上限制映射 {\displaystyle \mathrm {Cor} :H^{\bullet }(H,M)\to H^{\bullet }(G,M)}。
定理. {\displaystyle \mathrm {Cor} \circ \mathrm {Res} =(G:H)\mathrm {id} }

### 中心擴張
若 {\displaystyle M} 是平凡的 {\displaystyle G} 模（即 {\displaystyle \forall g\in G,\;gm=m}），則 {\displaystyle H^{2}(G,M)} 中的元素一一對應於 {\displaystyle G} 對 {\displaystyle M} 的中心擴張的等價類
{\displaystyle 0\to M\to E{\stackrel {p}{\to }}G\to 1}
中心擴張意謂：{\displaystyle 0\to M\to E\to G\to 1} 是群擴張，而且 {\displaystyle M} 落在 {\displaystyle E} 的中心內。
具體描述方法是：任取一映射 {\displaystyle s:G\to E,p\circ s=\mathrm {id} _{G}}。{\displaystyle s} 不一定是群同態，但存在函數 {\displaystyle f:G^{2}\to M} 使得 {\displaystyle s(g)s(g')=f(g,g')s(gg')}。{\displaystyle s} 及 {\displaystyle f} 刻劃了 {\displaystyle E} 的群結構。不難驗證 {\displaystyle f\in K^{2}} 滿足 {\displaystyle df=0}，而 {\displaystyle s} 的選取對應於 {\displaystyle f\mapsto f+dh,h\in K^{1}}，所以 {\displaystyle f\in H^{2}(G,A)} 僅決定於唯一的一個中心擴張。反之，任一 {\displaystyle f\in H^{2}(G,A)} 都來自於某個中心擴張，證畢。

### 譜序列
若 {\displaystyle N\subset G} 是 {\displaystyle G} 的正規子群，則有下述譜序列
{\displaystyle H^{p}(G/N,H^{q}(N,A))\implies H^{p+q}(G,A).\,}
對於射影有限群，此式依然成立。